# Franz Johannes von Rottenburg
Franz Johannes (Fritz) Rottenburg, från 1887 von Rottenburg, född 16 mars 1845 i Danzig, död 14 februari 1907 i Bonn, var en tysk ämbetsman och politiker.
Rottenburg ägnade sig till 1872 åt preussisk domstolstjänst, inträdde efter några års studievistelse i London 1876 i tyska utrikesministeriet, blev 1881 föredragande råd i rikskansliet och 1891 understatssekreterare i tyska inrikesministeriet. Han tog 1896 avsked från statstjänsten och verkade därefter till sin död som kurator för Bonns universitet. Han var en av Otto von Bismarcks förtrognaste och i mångahanda värv mest anlitade medhjälpare.